# Municipio de Galion City
El municipio de Galion City (en inglés: Galion City Township) es un municipio ubicado en el condado de Crawford en el estado estadounidense de Ohio. En el año 2010 tenía una población de 10503 habitantes y una densidad poblacional de 612,67 personas por km².

## Geografía
El municipio de Galion City se encuentra ubicado en las coordenadas 40°44′11″N 82°46′56″O / 40.73639, -82.78222. Según la Oficina del Censo de los Estados Unidos, el municipio tiene una superficie total de 17.14 km², de la cual 17.1 km² corresponden a tierra firme y (0.27%) 0.05 km² es agua.

## Demografía
Según el censo de 2010, había 10503 personas residiendo en el municipio de Galion City. La densidad de población era de 612,67 hab./km². De los 10503 habitantes, el municipio de Galion City estaba compuesto por el 97.64% blancos, el 0.48% eran afroamericanos, el 0.13% eran amerindios, el 0.2% eran asiáticos, el 0.01% eran isleños del Pacífico, el 0.4% eran de otras razas y el 1.14% pertenecían a dos o más razas. Del total de la población el 1.33% eran hispanos o latinos de cualquier raza.